# Сицилийски пролив
Сицилианският пролив (на италиански: Canale di Sicilia), или Туниски пролив, е пролив между Сицилия и полуостров Бон в Тунис. Широчината му е около 160 км. Счита се за условна граница между Източното и Западното Средиземноморие.
Дълбочината на пролива достига 316 m. Дълбоките течения са от изток на запад, а повърносните в обратната посока. Сицилианският пролив е притегателно място още от древността като своеобразен център на Средиземноморието, което от своя страна е своеобразен център на античния свят.
На сицилианския бряг в античността се е намирала Мотия в западната пуническа страна на острова, а на отсрещния африкански бряг на полуостров Бон е бил Керкуан, а от другата страна на Туниския залив - Картаген. Сицилианският пролив е най-близкото разстояние по вода между Европа и Африка, ако не се броят Херкулесовите стълбове. Оттук в античността е преминала африканската експедиция на Агатокъл, за да застраши за пръв път последната семитска цивилизация от древността.
Днес на салове и лодки през пролива до Европа все още се добират нелегални емигранти от цяла Африка. По средата на пролива се намира Пантелерия, който е под италианска юрисдикция.